# André Roussin
André Roussin (22 de gener, 1911 - 3 de novembre 1987) fou un autor dramàtic francès. Les seves obres, de temàtiques sovint punyents i tabú com podien ser l'homosexualitat, l'avortament o l'amor entre blancs i negres.

## Obra
- 1933. Patiences et impatiences
- 1944. Am Stram Gram
- 1945. Une grande fille toute simple
- 1945. Jean Baptiste le mal aimé
- 1945. La Sainte Famille
- 1947. La Petite Hutte
- 1948. Les Œufs de l'autruche. Estrenada al teatre de la Michodière de París.
- 1949. Nina
- 1950. Bobosse
- 1951. La main de César
- 1951. Lorsque l'enfant paraît
- 1952. Hélène ou la joie de vivre
- 1953. Patience et impatiences
- 1954. Le Mari, la femme et la mort
- 1955. L'Amour fou ou la première surprise
- 1957. La Mamma. Estrenada al teatre de la Madeleine de París.
- 1960. Les Glorieuses. Estrenada al teatre de la Madeleine de París.
- 1960. Une femme qui dit la vérité. Estrenada al teatre de la Madeleine de París.
- 1962. La Coquine
- 1963. La Voyante. Estrenada al teatre de la Madeleine de París.
- 1963. Un amour qui ne finit pas. Estrenada al teatre de la Madeleine de París.
- 1965. Un contentement raisonnable
- 1966. La Locomotive
- 1969. On ne sait jamais
- 1972. La Claque
- 1974. La boîte à couleurs (autobiografia)
- 1982. Le rideau rouge, portraits et souvenirs (autobiografia)
- 1982. La vie est trop courte
- 1983. Rideau gris et habit vert (autobiografia)
- 1987. La petite chatte est morte
- 1987. Mesdames, Mesdemoiselles, Messieurs
- 1987. Treize comédies en un acte